# Фирмиан, Леопольд Эрнст фон
Леопольд Эрнст фон Фирмиан (нем. Leopold Ernest von Firmian; 22 сентября 1708, Тренто, Трентское епископство, Священная Римская империя — 13 марта 1783, Пассау, Пассауское епископство, Священная Римская империя) — австрийский и немецкий кардинал. Епископ Зеккау с 13 февраля 1739 по 26 сентября 1763. Коадъютор, с правом наследования, Трента с 29 мая 1748 по 20 января 1756. Князь-епископ Пассау с 26 сентября 1763 по 13 марта 1783. Кардинал-священник с 14 декабря 1772, с титулом церкви Сан-Пьетро-ин-Монторио с 19 апреля 1782. 